# Karl Friedrich Abel
Karl Friedrich Abel (Köthen, 22 de desembre de 1723 - Londres, 20 de juny de 1787) va ser un compositor alemany dels inicis del Classicisme. Pot ser considerat com l'últim virtuós de la viola de gamba.

## Biografia
Abel va néixer a Köthen (actualment a l'estat alemany de Saxònia-Anhalt) i era fill de Christian Ferdinand Abel, el viola de gamba i violoncel·lista principal en l'orquestra de la cort de Johann Sebastian Bach. No hi ha cap prova de què estudiés a la Leipzig Thomasschule, però va ser recomanat per Bach perquè el 1748 entrés a l'orquestra de la cort amb Johann Adolph Hasse a Dresden, on hi estigué durant 10 anys.
El 1759 marxà a Anglaterra, i es convertí en el músic de cambra de la Reina Charlotte. Donava concerts de les seves pròpies composicions a Londres, i interpretava diversos instruments, un dels quals era el pentacord. El 1764 o 1765 es va associar amb Johann Christian Bach, fill de Johann Sebastian Bach, per a fundar els famosos Concerts Bach-Abel. Morí a Londres el 1787.

## Obres
Una de les obres més conegudes d'Abel ho va ser a causa d'una mala atribució. Durant el segle xix, el manuscrit d'una simfonia de la mà de Wolfgang Amadeus Mozart, era classificada com la seva Simfonia núm. 3 en mi bemoll, K. 18, i així apareixia publicada en la primera edició integral de les obres de Mozart per Breitkopf & Härtel. Més tard, es va descobrir que aquesta simfonia era de fet una obra d'Abel, copiada pel jove Mozart, evidentment amb propòsits d'estudi, mentre estava de visita a Londres el 1764. Més tard es publicà com una de les Sis Simfonies op. 7 d'Abel.

### Segons número d'opus
- op 1: 6 obertures o simfonies
- op 2: 6 sonates per a violí (o toca la flauta) i baix continu
- op 3: 6 sonates en trio per a 2 violins i baix continu
- op 4: 6 obertures
- op 5: 6 obertures o simfonies
- op 5: 6 sonates per a clavecí i violí (o toca la flauta) i violoncel (ad libitum)
- op 6: 6 sonates per a flauta travessera i baixa continu
- op 6: 6 concerts per a flauta travessera i orquestra
- op 7: 6 simfonies
- op 8: 6 quartets a corda
- op 9: 6 sonates per a violí, violoncel i baix continu
- op 10: 6 simfonies
- op 11: 6 concerts per a teclat i orquestra
- op 12: 6 quartets per a flauta travessera i corda
- op 13: 6 sonates per a violí i piano
- op 14: 6 obertures (?)
- op 15: 6 quartets a cordes
- op 16: 4 trios per a 2 flautes travessera i baixa continu
- op 17: 6 simfonies
- op 18: 6 sonates per a violí i piano

### Sense número d'opus
Té altres obres sense número d'opus, entre les quals cal destacar:
- un concert per a violí
- un concert per a violoncel
- sonates per a una o dues violes de gamba i teclat
- sonates per a viola de gamba sola
- diverses peces per a viola de gamba
- 6 sonates per a teclat obligat i oboè.